# La Chapelle-en-Valgaudémar
La Chapelle-en-Valgaudémar település Franciaországban, Hautes-Alpes megyében. Lakosainak száma 114 fő (2022. január 1.). La Chapelle-en-Valgaudémar Champoléon, La Motte-en-Champsaur, Saint-Maurice-en-Valgodemard, Villar-Loubière, Saint-Christophe-en-Oisans, Valjouffrey és Vallouise-Pelvoux községekkel határos.

## Népesség
A település népességének változása:
| Lakosok száma | 204  | 184  | 135  | 122  | 106  | 101  | 104  | 105  | 105  | 114  |
|               | 1968 | 1982 | 1990 | 2006 | 2013 | 2015 | 2017 | 2019 | 2020 | 2022 |